# Šarūnas Bartas

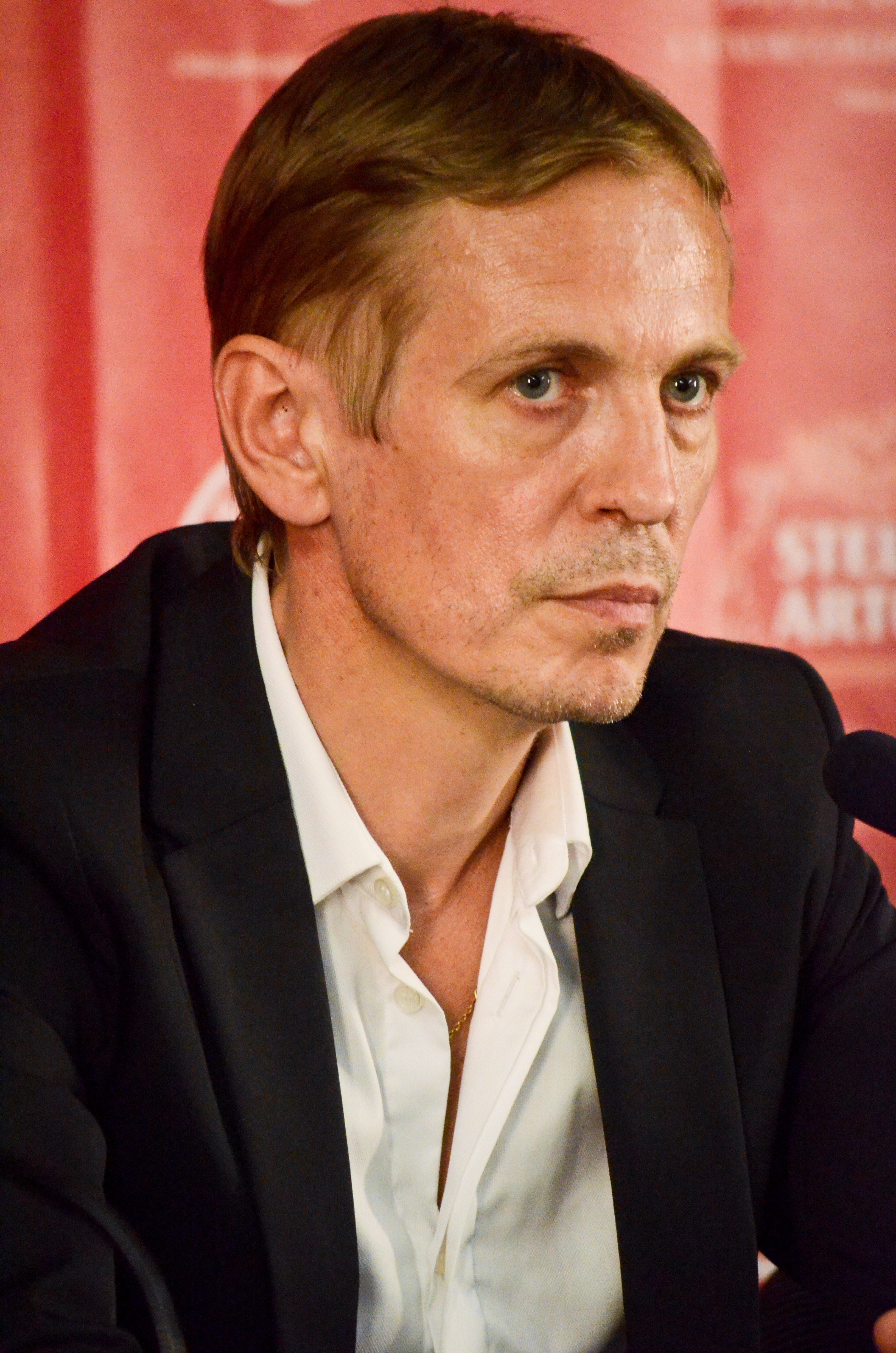
Šarūnas Bartas (2015)

Šarūnas Bartas, anglisiert mitunter auch Sharunas Bartas, (* 16. August 1964 in Šiauliai, Litauische SSR, Sowjetunion) ist ein litauischer Filmregisseur.

## Leben und Werk
Nach dem Ende seines Studiums an der sowjetischen Filmhochschule WGIK in Moskau gründete Bartas Ende der 1980er Jahre am Rande der litauischen Hauptstadt Vilnius sein eigenes Filmstudio KINEMA. Mit der nötigen Technik ausgestattet kann er relativ unabhängig Filme drehen. Seine Werke verzichten weitgehend auf Narration, sie sind meist düster, zeigen Menschen an entlegenen Orten und in extremen Situationen. In Korridor (1994) etwa wird das Leben im langen Flur eines heruntergekommenen Hauses beobachtet, Few of Us (1996) zeigt eine junge Frau, die sich an einem entlegenen Ort mitten in der Steppe wiederfindet, und in Freedom (2000) landen drei Menschen an einem unwirtlichen Mittelmeerstrand.
1998 saß Bartas in der Jury der Internationalen Filmfestspiele von Venedig.
Er war mit der russischen Schauspielerin Jekaterina Golubewa (1966–2011) verheiratet, die er entdeckte und die in einigen seiner Filme mitspielte.

## Rezeption
Obwohl Bartas’ Kino meist als unzugänglich beschrieben wird, finden seine Filme auf Festivals und im regulären französischen Kinobetrieb regelmäßig ein kleines Publikum. Schauspieler und Regisseure wie Valeria Bruni-Tedeschi und Leos Carax haben mit ihm zusammengearbeitet. Der französisch-portugiesische Produzent Paulo Branco hat viele Filme des Regisseurs produziert.

## Filmografie
- 1986: Tofolarija
- 1990: Praėjusios dienos atminimui (In Memory of the Day Passed By)
- 1991: Drei Tage (Trys dienos)
- 1994: Der Korridor (Koridorius)
- 1996: Few of Us (Mūsų nedaug)
- 1997: The House (Namai; A Casa)
- 1999: Pola X (als Schauspieler)
- 2000: Freedom (Laisvė)
- 2004: Europäische Visionen (Visions of Europe) (Segment „Children loose nothing“)
- 2005: Seven Invisible Men (Septyni nematomi žmonės)
- 2010: Eastern Drift (Indigène d’Eurasie) (Eurazijos aborigenas)
- 2015: Ramybė mūsų sapnuose (Peace to us in our Dreams)
- 2017: Frost (Šerkšnas)
- 2020: In the Dusk (Sutemose)